# Histórico eleitoral de Luiz Inácio Lula da Silva

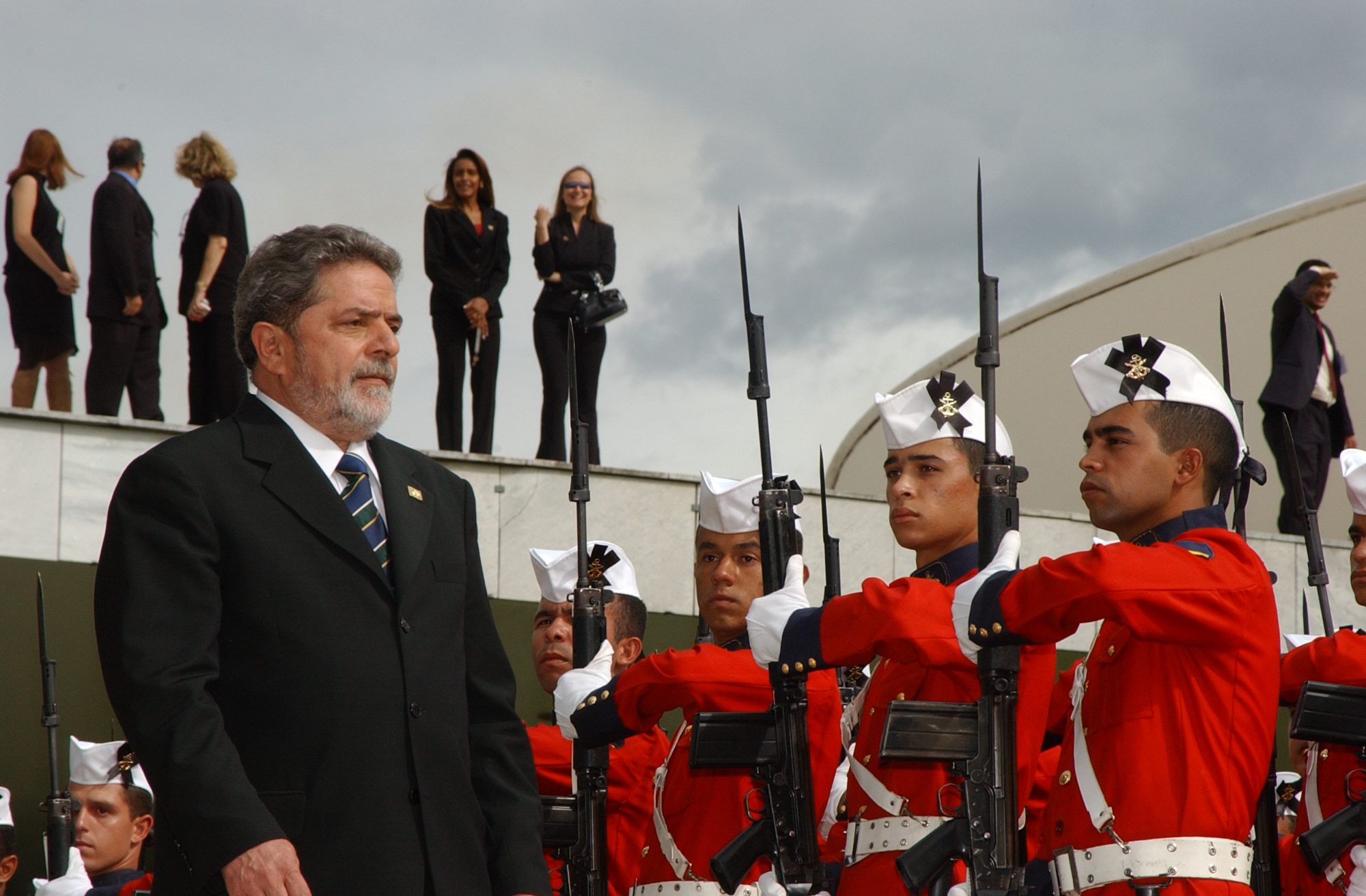
Lula da Silva durante sua posse presidencial de 2003.

O histórico eleitoral de Luiz Inácio Lula da Silva abrange mais de três décadas de atividade política. Iniciando sua atividade política como sindicalista na década de 1960, Lula da Silva liderou movimentos sindicais de metalúrgicos na região metropolitana de São Paulo. Durante seu mandato como presidente do Sindicato dos Metalúrgicos do ABC, de 1975 a 1981, protagonizou e liderou as Greves de 1978-1980 no ABC Paulista. Em 1980, foi um dos fundadores do Partido dos Trabalhadores, pelo qual se elegeu deputado federal por São Paulo com o maior número de votos. Ainda na década de 1980, foi um das diversas lideranças políticas que defenderam a campanha das Diretas Já. 
Em 1989, já com a reabertura política brasileira, Lula da Silva disputou pela primeira vez as eleições presidenciais, sendo derrotado por Fernando Collor de Mello (à época filiado ao Partido da Renovação Nacional). Nas eleições presidenciais de 1994 e de 1998, Lula da Silva foi derrotado por Fernando Henrique Cardoso (filiado ao PSDB, partido que se tornaria seu principal rival político do PT nas décadas seguintes). Nas eleições presidenciais de 2002, Lula da Silva foi eleito com 61,27% dos votos válidos, derrotando o candidato José Serra (filiado do PSDB). Lula da Silva conseguiu uma reeleição ao cargo após sua vitória nas eleições presidenciais de 2006, ao derrotar o candidato Geraldo Alckmin (filiado ao PSDB). 
Após dois mandatos consecutivos como Presidente do Brasil (2002-2006; 2007-2011), Lula da Silva manteve-se como liderança política de seu partido sem disputar eleições. O político voltou a se colocar como provável candidato à presidência em 2017, porém sua candidatura foi inviabilizada após sua condenação e subsequente prisão em 2018 no decorrer da Operação Lava Jato.

## Governo do Estado de São Paulo
| Partido | Partido | Candidato                 | Votos      | Votos (%) |
| ------- | ------- | ------------------------- | ---------- | --------- |
|         | PMDB    | Franco Montoro            | 5 209 952  | 49,03%    |
|         | PDS     | Reynaldo de Barros        | 2 728 732  | 25,68%    |
|         | PTB     | Jânio Quadros             | 1 447 328  | 13,62%    |
|         | PT      | Luiz Inácio Lula da Silva | 1 144 648  | 10,77%    |
|         | PDT     | Rogê Ferreira             | 94 395     | 0,89%     |
| Totais  | Totais  | Totais                    | 10 625 055 |           |

## Câmara dos Deputados do Brasil
| Partido | Partido | Candidato                 | Votos     | Votos (%) |
| ------- | ------- | ------------------------- | --------- | --------- |
|         | PT      | Luiz Inácio Lula da Silva | 651 763   | 37,21%    |
|         | PMDB    | Ulysses Guimarães         | 590 873   | 33,73%    |
|         | PL      | Afif Domingos             | 508 931   | 29,06%    |
| Totais  | Totais  | Totais                    | 1 751 567 |           |

## Presidente da República
| Partido | Partido | Candidato                 | Votos      | Votos (%) |
| ------- | ------- | ------------------------- | ---------- | --------- |
|         | PRN     | Fernando Collor de Mello  | 20 611 011 | 40,26%    |
|         | PT      | Luiz Inácio Lula da Silva | 11 622 673 | 22,7%     |
|         | PDT     | Leonel Brizola            | 11 168 228 | 21,82%    |
|         | PSDB    | Mário Covas               | 7 790 392  | 15,22%    |
| Totais  | Totais  | Totais                    | 51 192 304 |           |

| Partido | Partido | Candidato                 | Votos      | Votos (%) |
| ------- | ------- | ------------------------- | ---------- | --------- |
|         | PSDB    | Fernando Henrique Cardoso | 34 314 961 | 54,78%    |
|         | PT      | Luiz Inácio Lula da Silva | 17 122 127 | 27,34%    |
|         | PRONA   | Enéas Carneiro            | 4 671 457  | 7,46%     |
|         | PMDB    | Orestes Quércia           | 2 772 121  | 4,43%     |
|         | PDT     | Leonel Brizola            | 2 015 836  | 3,22%     |
|         | PPR     | Espiridião Amim           | 1 739 894  | 2,78%     |
| Totais  | Totais  | Totais                    | 62 636 396 |           |

| Partido | Partido | Candidato                 | Votos      | Votos (%) |
| ------- | ------- | ------------------------- | ---------- | --------- |
|         | PSDB    | Fernando Henrique Cardoso | 35 936 540 | 53,84%    |
|         | PT      | Luiz Inácio Lula da Silva | 21 475 219 | 32,17%    |
|         | PPS     | Ciro Gomes                | 7 426 190  | 11,13%    |
|         | PRONA   | Enéas Carneiro            | 1 447 090  | 2,17%     |
|         | PMN     | Ivan Frota                | 251 337    | 0,38%     |
|         | PV      | Alfredo Sirkis            | 212 984    | 0,32%     |
| Totais  | Totais  | Totais                    | 66 749 360 |           |

| Partido | Partido | Candidato                 | Votos      | Votos (%) |
| ------- | ------- | ------------------------- | ---------- | --------- |
|         | PT      | Luiz Inácio Lula da Silva | 39 455 233 | 46,46%    |
|         | PSDB    | José Serra                | 19 705 445 | 23,21%    |
|         | PSB     | Anthony Garotinho         | 15 180 097 | 17,88%    |
|         | PPS     | Ciro Gomes                | 10 170 882 | 11,98%    |
|         | PSTU    | Zé Maria                  | 402 236    | 0,47%     |
| Totais  | Totais  | Totais                    | 84 913 893 |           |

| Partido | Partido | Candidato                 | Votos      | Votos (%) |
| ------- | ------- | ------------------------- | ---------- | --------- |
|         | PT      | Luiz Inácio Lula da Silva | 46 662 365 | 48,67%    |
|         | PSDB    | Geraldo Alckmin           | 39 968 369 | 41,69%    |
|         | PSOL    | Heloísa Helena            | 6 575 393  | 6,86%     |
|         | PDT     | Cristovam Buarque         | 2 538 844  | 2,65%     |
|         | PRP     | Ana Maria Rangel          | 126 404    | 0,13%     |
| Totais  | Totais  | Totais                    | 95 871 375 |           |

| Partido | Partido | Candidato                 | Votos       | Votos (%) |
| ------- | ------- | ------------------------- | ----------- | --------- |
|         | PT      | Luiz Inácio Lula da Silva | 57 259 504  | 48,43%    |
|         | PL      | Jair Bolsonaro            | 51 072 345  | 43,2%     |
|         | MDB     | Simone Tebet              | 4 915 423   | 4,16%     |
|         | PDT     | Ciro Gomes                | 3 599 287   | 3,04%     |
|         | UNIÃO   | Soraya Thronicke          | 600 955     | 0,51%     |
|         | NOVO    | Felipe d'Avila            | 559 708     | 0,47%     |
|         | PTB     | Padre Kelmon              | 81 129      | 0,07%     |
|         | UP      | Leonardo Péricles         | 53 519      | 0,05%     |
|         | PCB     | Sofia Manzano             | 45 620      | 0,04%     |
|         | PSTU    | Vera Lúcia Salgado        | 25 625      | 0,02%     |
|         | DC      | Eymael                    | 16 604      | 0,01%     |
| Totais  | Totais  | Totais                    | 118 229 719 |           |